# Фигнер, Николай Николаевич
Никола́й Никола́евич Фи́гнер (9 [21] февраля 1857, Никифорово, Казанская губерния — 13 декабря 1918, Киев) — русский оперный певец (тенор).

## Биография
Отец — Николай Александрович Фигнер (1817—1870), штабс-капитан в отставке с 1847 года, служил в Тетюшском уезде Казанской губернии по ведомству Министерства государственных имуществ, получил чин губернского секретаря, затем лесничим в Тетюшском и Мамадышском лесничествах. Был женат на Екатерине Христофоровне Куприяновой (1832—1903). У них было шестеро детей: Вера, Лидия, Пётр, Николай, Евгения и Ольга.
Юный Николай провалил переходные экзамены в гимназии, после чего был отдан в Морской кадетский корпус в Петербурге, в 1878 году стал морским офицером (участвовал в кругосветном путешествии) и не помышлял о сцене. Если бы не «семейные неисправности» (так называл свою женитьбу на бонне-немке, что было запрещено в офицерском сословии) — возможно, не стал бы артистом.
Оставил службу в чине лейтенанта. Рассказывали, что он дезертировал с судна, на котором служил, в Италии. Там учился пению, был прощён и смог вернуться в Россию благодаря великому князю Владимиру Александровичу.
Учился в Петербургской консерватории (у И. П. Прянишникова, Ж. Эверарди), но был изгнан; начинающего артиста уверяли в том, что у него отсутствует талант вокалиста. Пользуясь субсидиями разных лиц, Фигнер дважды бывал в Италии, где учился в Неаполитанской консерватории у Франческо Ламперти, которого вместе с семьёй спас во время пожара в театре, и у профессора консерватории, грека по происхождению Эмануэле де Роксаса.

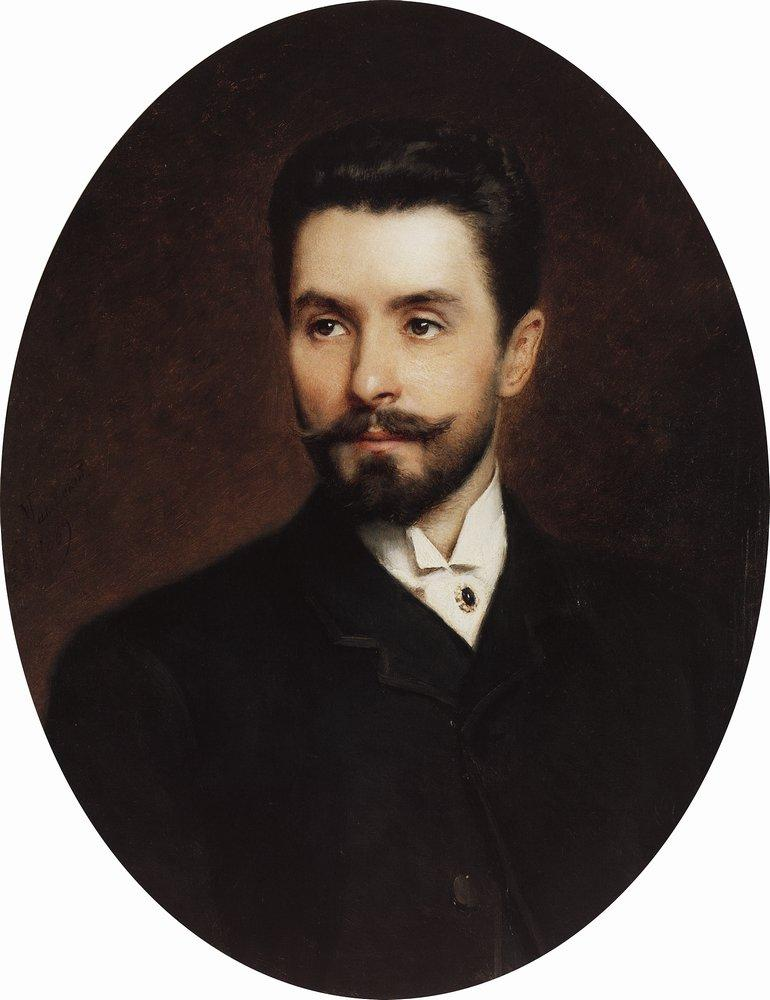
К. Е. Маковский. Портрет Н. Н. Фигнера. 1889

Дебютировал в Неаполе в 1882 году в опере «Филемон и Бавкида» Шарля Гуно, в спектакле, поставленном в частном кругу. Затем в открытом спектакле молодой артист успешно исполняет партию Фауста в одноимённой опере Ш. Гуно. Так в 1882 году начался пятилетний зарубежный период артистической карьеры Фигнера. В 1883 году пел с успехом в Милане в опере «Фра-Дьяволо» Даниэля Обера. Сначала он выступает в театрах Италии, как крупных, так и незначительных, затем поёт в Мадриде, Бухаресте и многих других городах на тех же подмостках, где поют корифеи.
В 1887 году Фигнер впервые выступил в Петербурге, на сцене Императорской русской оперы. В 1887—1907 годах — солист Императорских театров.
В 1895 году Фигнер получил звание солиста Его Величества. С 1912 года — действительный статский советник.
Утратив голос, занимал руководящие должности в театральном мире, был директором Народного дома на Выборгской стороне, имея большое влияние, продолжал выступать в нём в самых ответственных ролях. 
После октября 1917 года оказался на Украине, где преподавал пение вплоть до своей кончины. 
Длительное время болел сахарным диабетом. Периодически возникали осложнения — кровотечения. Похоронен в Киеве на Байковом кладбище (на надгробии помещён портрет артиста в роли Отелло из одноимённой оперы Дж. Верди).

### Семья
Из семьи Фигнеров вышли ещё несколько известных деятелей. Среди предков артиста (по боковой линии) — герой Отечественной войны 1812 года А. С. Фигнер (1786—1813), чьи подвиги и некоторые личностные черты отражены в эпопее Л. Н. Толстого «Война и мир».
Сестра Вера Фигнер — русская революционерка, террористка. В 1883 году она была осуждена на пожизненное заключение в Шлиссельбурге. Лишь через двадцать лет певцу удалось добиться её освобождения. Ещё три сестры артиста, также связанные с народовольческим движением, основанным на терроре, провели долгие годы в сибирской ссылке. Брат Пётр — преуспевающий горный инженер и металлург, руководитель крупных предприятий в горно-металлургической промышленности Российской империи.

### Жёны и дети
- Первая жена, Мария-Луиза Кельберг, немецкая еврейка, служила гувернанткой в семье адмирала Шмидта. Будучи морским офицером, Н. Н. Фигнер был вхож в адмиральскую семью, где встретил Марию-Луизу и влюбился в неё. Родители были против этого брака, поэтому влюблённые обвенчались тайно. В 1878 году у них родилась дочь София. Н. Н. Фигнер вместе с семьёй переехал в Италию. Там он учился вокальному искусству, там же встретил другую женщину, к которой воспылал любовью и вступил во второй брак, оставив прежнюю семью. Правда, материальную помощь бывшей жене и дочери оказывал до самой своей кончины.
- Второй женой певца с 1889 года стала Медея Фигнер (урождённая Дзораиде Амедея Мей) — знаменитая певица, сопрано, по происхождению итальянка, — которая ради него оставила двоих детей от предыдущего брака. В Италии Николай Николаевич и Медея имели виллу, которую часто посещали начинающий Л. Собинов, А. Вяльцева, композиторы Дж. Пуччини, Дж. Верди. В 1904 году супруги развелись.
- Третьей женой Фигнера была Ренэ Ефимовна Радина — русская оперная певица, сопрано.

У Фигнера был ребёнок от первого брака, четверо детей — от второго и двое — от третьего. Дочь от последнего брака Маргарита Николаевна Фигнер (8.01.1906, Санкт-Петербург — 25.07.1983, Ленинград) — режиссёр, театровед, педагог, публицист, была замужем за режиссёром, актёром, театральным педагогом Эдвином Давидовичем Фейертагом (1897—1941).

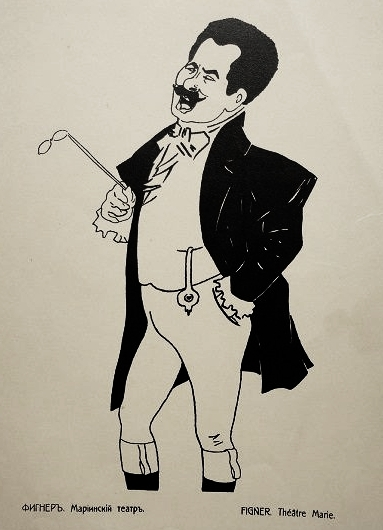
Шарж работы Поля Робера, 1903

## Адреса в Санкт-Петербурге
- 1891—1894 — Набережная реки Мойки, 25 — ул. Миллионная, 26.
- 1894—1905 — дом А. А. Краевского и его дочери Ольги Андреевны Бильбасовой — Литейный проспект, 36[5].

## Творчество
В 1887—1903 и в 1907 году пел в Мариинском театре.
Первый исполнитель партий Германа («Пиковая дама») и Водемона («Иоланта») в операх П. И. Чайковского.
Артистическим талантом Фигнера восхищался П. И. Чайковский, посвятивший ему шесть романсов, опус 73. Фигнер первым из русских оперных певцов соединил драматическое, сценическое и вокальное в единую систему оперного действия. Именно так оценивали музыковеды творчество Фигнера в сопроводительной статье к пластинке-гиганту фирмы «Мелодия», изданной в конце 70-х годов XX века. По словам выдающегося дирижёра Николая Малько, Фигнер был эпохой, школой, реформистом и, может быть, революционером. Лучшие годы сценической жизни певца предварили и подготовили почву для реалистического искусства Ф. И. Шаляпина, И. В. Ершова и их современников. Особенно выразительно драматическое искусство Фигнера проявилось в партии Германа в «Пиковой даме», которую П. И. Чайковский написал специально для Николая Николаевича. Пётр Ильич надписал Николаю Николаевичу клавир «Пиковой дамы»: «Виновнику существования этой оперы от благодарного автора».
Юрист и общественный деятель А. Кони много позже в своих мемуарах признавал, что был уверен в гениальности Фигнера, показавшего очень правдоподобную картину сумасшествия Германа с навязчивыми идеями. С 1890 по 1900 год в русских театрах, по признанию современников, Фигнера в партии Германа никто не мог превзойти. Актёрский, а не певческий, талант Фигнера отмечал и В. В. Вересаев.
Согласно ЭСБЕ, «не обладая выдающимся по красоте голосом, Фигнер <был> одарён большим талантом передавать исполняемое».

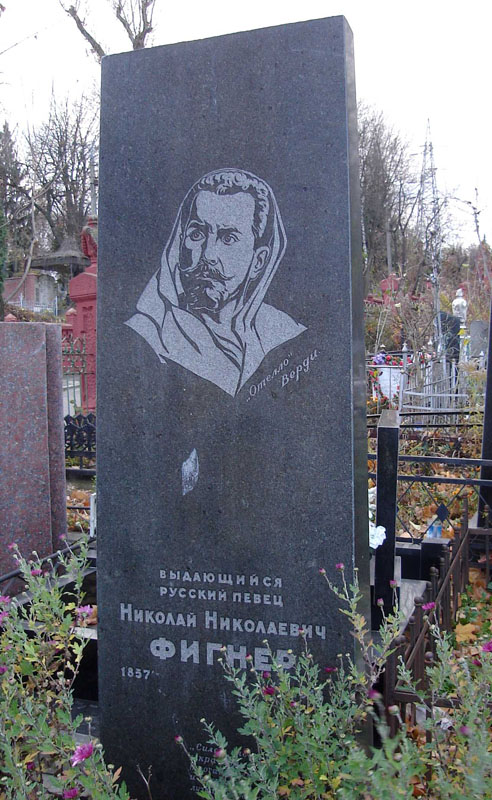
Могила на Байковом кладбище.

## Память
- На доме по адресу Литейный проспект, 36 в 1958 году была открыта мемориальная доска (архитектор Н. С. Болотский)[8].